# Mnichus

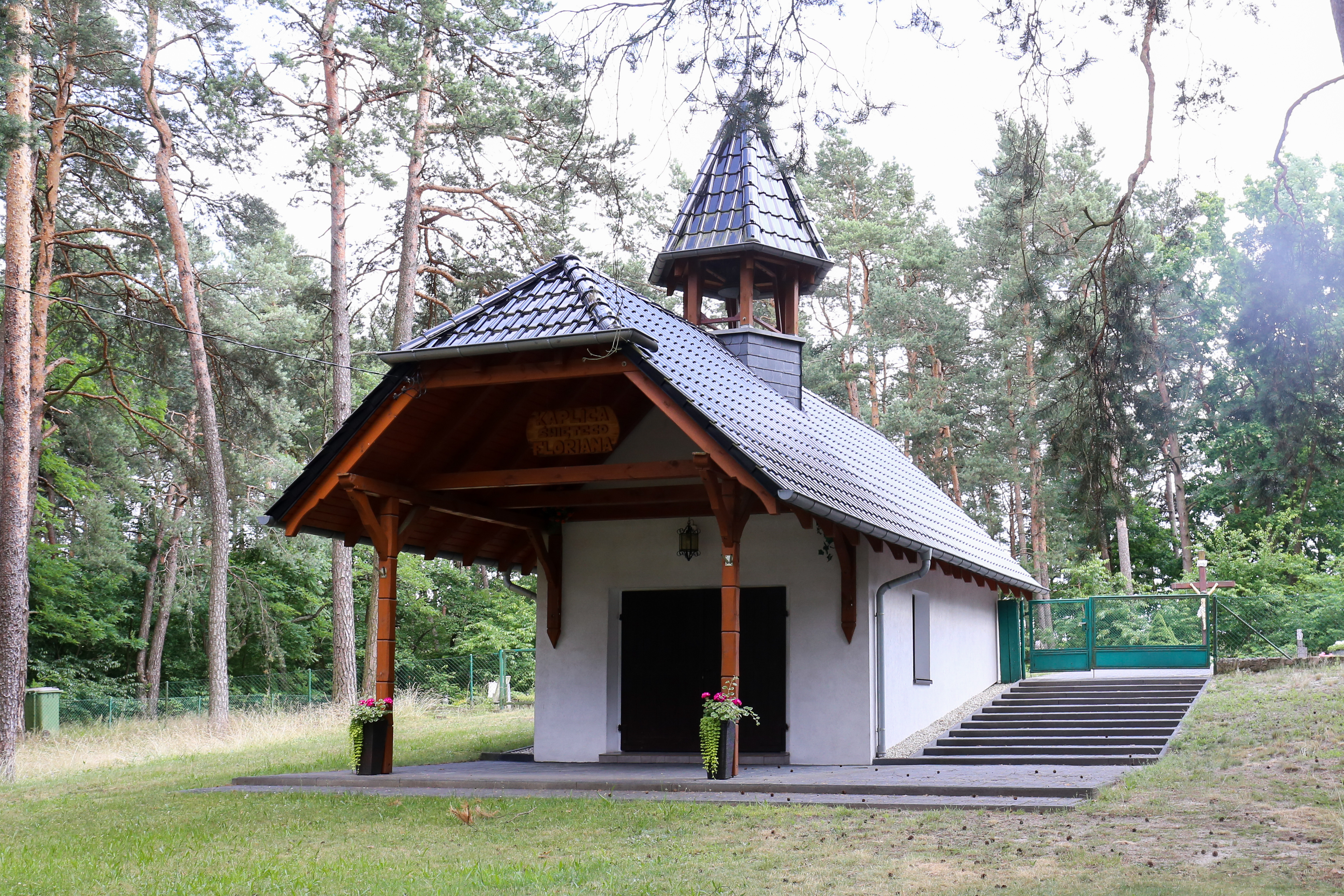
Kapelle des Heiligen Florian

Mnichus (deutsch Münchhausen, 1945–2009 Mnichów) ist eine Ortschaft in Oberschlesien. Mnichus liegt in der Stadt-und Landgemeinde Ozimek (Malapane) im Powiat Opolski (Kreis Oppeln) in der polnischen Woiwodschaft Opole.

## Geographie

### Geographische Lage
Mnichus liegt neun Kilometer nordöstlich vom Gemeindesitz Ozimek (Malapane) und 31 Kilometer östlich von der Kreisstadt und Woiwodschaftshauptstadt Opole (Oppeln). 
Der Ort liegt mitten in weitläufigen Waldgebieten. Südöstlich des Dorfes fließt die Myślina (Mischline).

### Nachbarorte
Nachbarorte von Mnichus sind im Nordwesten Grodziec (Friedrichsgrätz), im Norden Chobie und Dombrowitze (Dąbrowica), im Nordosten Mischline (Myślina) und im Süden Klein Stanisch (Staniszcze Małe).

## Geschichte
Münchhausen wurde 1774 als königliche Kolonie gegründet und besaß 20 Kolonistenstellen. Benannt wurde die Kolonie nach Ernst Friedemann von Münchhausen (1724–1784), der von 1763 bis 1764 preußischer Staats- und Justizminister war. Bei den ersten Kolonistenhäusern handelte es sich um Holzhütten mit Strohdächern. Jede Kolonistenstelle erhielt zwölf Morgen Acker, vier Morgen Wiese und einen Morgen Hofraum mit Gartenland. Da dies nicht ausreichte, erhielten die Kolonisten weiteres Land, sodass sie schließlich ein Grundstück von 28 Morgen und 72 Quadratruten besaßen. Da es sich in der Gegend aber teilweise um sterilen Sandboden und sauren Moorboden handelte, waren die Kolonisten zu Nebenverdiensten gezwungen. Dazu zählten die Schuhmacherei, die Weberei, Tagearbeit und Klasterschlagen. 1787 lebten in Münchhausen 99 Einwohner und 1819 148 Einwohner. 
Nach der Neuorganisation der Provinz Schlesien gehörte die Landgemeinde Münchhausen ab 1816 zum Landkreis Oppeln im Regierungsbezirk Oppeln. 1830 wurde die evangelische Schule eröffnet. 1845 bestanden im Dorf eine evangelische Schule und 22 weitere Häuser. Im gleichen Jahr lebten in Münchhausen 206 Menschen, davon 99 katholisch. 1865 hatte der Ort 18 Kolonisten, einen Ackerhäusler, zwei Angerhäusler und 13 Einlieger. Zu diesem Zeitpunkt zählte die Schule 32 Schüler. Die deutschsprachigen Protestanten hielten ihren Gottesdienst im Schulgebäude ab, der vom Pfarrer aus Malapane gehalten wurde, die tschechischsprachigen Protestanten hielten ihren Gottesdienst in Friedrichsgrätz ab und die Katholiken waren nach Krascheow eingepfarrt. 1874 wurde der Amtsbezirk Friedrichsgrätz gegründet, welcher aus den Landgemeinden Chobie, Friedrichsgrätz und Münchhausen bestand. Um 1880 wurde der Amtsbezirk Friedrichsgrätz bereits aufgelöst und Münchhausen dem Amtsbezirk Krascheow zugeordnet.
Bei der Volksabstimmung in Oberschlesien am 20. März 1921 stimmten 111 Wahlberechtigte für einen Verbleib bei Deutschland und 62 für die Zugehörigkeit zu Polen. Münchhausen verblieb beim Deutschen Reich. 1933 lebten im Ort 251 Einwohner. 1939 hatte der Ort 241 Einwohner. Bis 1945 befand sich der Ort im Landkreis Oppeln.
Infolge des Zweiten Weltkrieges kam der Ort 1945 an Polen, wurde der Woiwodschaft Schlesien angeschlossen und in Mnichów umbenannt. 1950 kam der Ort zur Woiwodschaft Opole und seit 1999 gehört er zum wiedergegründeten Powiat Opolski. Am 1. August 2005 hatte der Ort 154 Einwohner. 2009 wurde der Ortsname von Mnichów auf Mnichus abgeändert. Der Name Mnichów hatte sich nicht bei der Bevölkerung etabliert. Bei einer Bürgerbefragung in der Gemeinde Ozimek stimmten die Bewohner des Ortes 2011 für eine Einführung des deutschen Ortsnamens. Der Gemeinderat lehnte dies 2013 jedoch ab.

## Sehenswürdigkeiten und Denkmale
- Friedhofskapelle – erbaut von 1963 bis 1964[9]

## Gemeindesiegel
Das Siegel der früheren Gemeinde Münchhausen zeigt ein Haus, in der Mitte einen Nadelbaum, und eine Person beim Beackern des Bodens.